# Miguel Ricardo de Álava
Miguel Ricardo de Álava y Esquível, conocido como el General Álava (Vitoria, 7 de febrero de 1772-Barèges, 14 de julio de 1843), fue un militar, político y diplomático español.

## Carrera en la Armada
De familia noble, hijo de Pedro Jacinto de Álava y Navarrete y María Manuela de Esquível y Peralta, se casó en 1813 con su prima María Loreto de Arriola y Esquível, descendiente de los Marqueses de Legarda. Entre 1781 y 1790 cursó los estudios primarios en el seminario de Vergara, regentado por la Real Sociedad Bascongada de Amigos del País.
En 1785, con sólo 13 años, ingresó como cadete en el Regimiento de Infantería de Sevilla n.º 11 al frente del cual se encontraba su tío José de Álava, llegando al grado de subteniente en 1787.
Tras su paso por la infantería, en 1790 y coincidiendo con el fin de sus estudios, ingresó en la Armada, posiblemente atraído por la figura insigne de su tío, Ignacio María de Álava, capitán de navío. Se incorporó a distintos barcos desde los que participó en múltiples acciones militares de la marina española contra Francia e Inglaterra: en Ceuta, el sitio de Toulon e Italia, lo que, junto a sus excelentes contactos familiares, le permitieron ascender con rapidez. En 1794 ya era teniente de Fragata.
Embarcado junto a su tío Ignacio en 1795 en una expedición que pretendía dar la vuelta al mundo, permaneció en América del Sur hasta 1800. De regreso a España cumpliendo las órdenes que había recibido tres años antes, fue apresado por los ingleses. Liberado meses más tarde, en 1801 estaba en la península. En 1802 se encontraba en Cádiz, donde ascendió a teniente de Navío y fue a Madrid, de nuevo bajo las órdenes de su tío Ignacio.
A su regreso a Cádiz en 1805, fue destinado a la flota comandada por el almirante Gravina. Tras la expedición a la Martinica, concebida por Napoleón como una maniobra de distracción para la Armada inglesa, intervino en la escaramuza de Finisterre. El 21 de octubre, participó en la Batalla de Trafalgar a las órdenes de Gravina a bordo del Príncipe de Asturias mientras su tío capitaneaba en el Santa Ana. Tras el fatídico combate, sería ascendido de nuevo.

## La Guerra de la Independencia
Al estallar la guerra de la Independencia, Miguel Ricardo de Álava se encontraba retirado del servicio y aposentado en Vitoria. Sin embargo, no se había retirado de los asuntos públicos pues era un miembro de la aristocracia terrateniente de la provincia. Cuando comenzaron a llegar las tropas francesas le fueron encomendadas diversas gestiones. Fue comisionado por las Juntas Generales de Álava para ser su representante ante las autoridades españolas y francesas. Cuando estalló la guerra, fue enviado a la junta que elaboró la Constitución de Bayona como representante corporativo de la marina de Guerra. Sin embargo, aunque fue uno de los firmantes, se inhibió de participar en las deliberaciones alegando que era sólo un militar y no entendía de temas políticos. No se opuso a la abolición de los fueros vascos. 

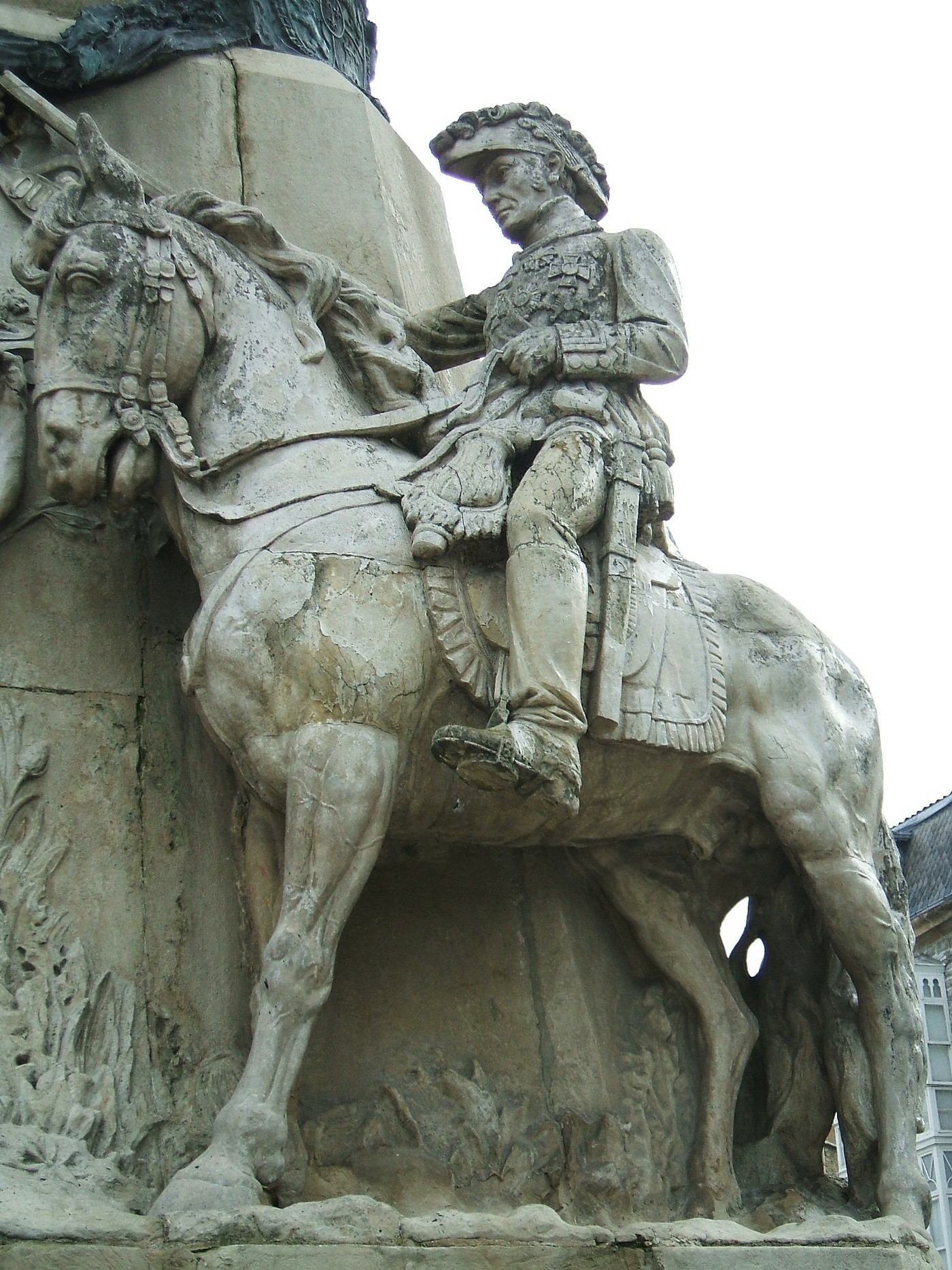
El general, a caballo, en el Monumento a la Batalla, en la Plaza de la Virgen Blanca de Vitoria.

Acompañó a José Bonaparte en su entrada a España y parecía dispuesto a aceptarlo como monarca, pero las Juntas Generales de Álava se resistieron a renegar de su lealtad a Fernando VII. En ese punto, los franceses reunieron por la fuerza a los junteros y les obligaron a proclamar a José Bonaparte a punta de bayoneta en plena vía pública. Álava se retiró a su casa y al cabo de pocas semanas dictó su testamento y partió clandestinamente hacia Madrid para unirse al bando patriota.
Siendo asignado al Regimiento de Órdenes Militares, combatió en Calatayud, Tudela y Medellín, estando a las órdenes del general Castaños y del Duque de Alburquerque.
A finales de enero de 1810 fue encargado de trasladarse a Portugal, donde se hallaba el general Wellington y comunicarle el sentir de la Junta de Cádiz sobre la difícil situación militar en que se encontraban frente a los franceses. Durante la estancia con el general inglés se trabó una profunda amistad entre ambos, que le llevó a permanecer como delegado de las Juntas españolas en las unidades británicas, participando en distintas operaciones, entre las que destacan la de Talavera y la de Buçaco, gracias a la cual ascendió a Brigadier por recomendación expresa del propio Wellington.
Arthur Wellesley nombró a Álava para dirigir las operaciones de sitio de Ciudad Rodrigo a finales de 1811, obteniendo la victoria poco más tarde, en enero de 1812, lo que supuso su ascenso a Mariscal de Campo por orden del 31 de enero del mismo año.
Tras la retirada francesa, el mariscal Álava proclamó en Madrid la Constitución de 1812 y se convirtió en presidente de Gobierno de facto al tomar disposiciones en nombre de las distintas Juntas, tales como la amnistía a los colaboradores militares de José I que se entregasen. En el norte proseguían las operaciones militares, y allí siguió dirigiendo diversos ataques, siendo herido en Dueñas. Parcialmente retirado de la primera línea, fue proclamado Diputado general de Álava el 23 de noviembre.
Repuesto de las heridas, el 21 de junio de 1813, participó en su propia tierra en la Batalla de Vitoria, al término de la cual, tomó una unidad de caballería británica y penetró en la ciudad evitando que vencedores y vencidos realizaran saqueos en la ciudad. En julio de 1813, nuevamente junto a Wellington, se internó en territorio francés persiguiendo al enemigo aun después de acabado el conflicto en la península.

## Persecución absolutista

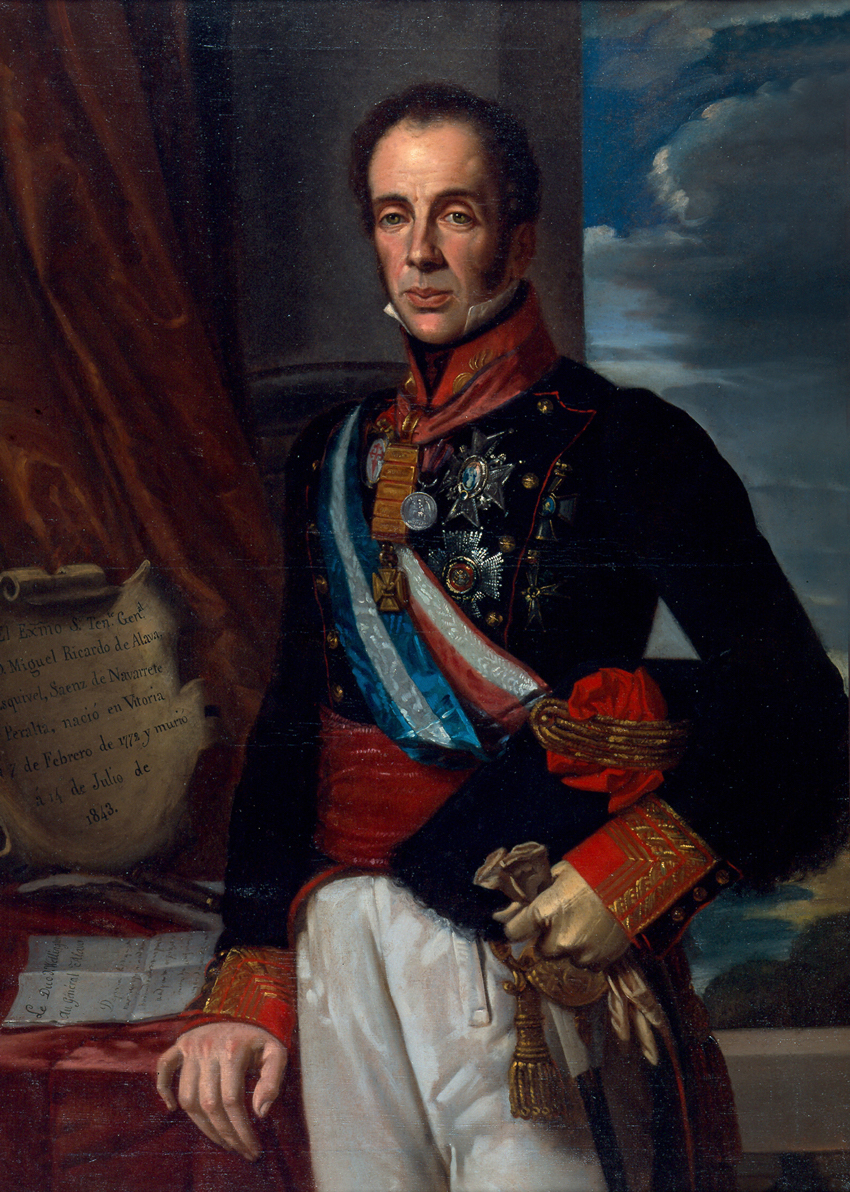
Retrato de Álava, Museo de Bellas Artes de Álava

Nada más terminar la guerra, y durante el Reinado de Fernando VII, el monarca le nombró embajador en los Países Bajos a petición de los británicos. Sin embargo, la política represiva iniciada por el propio rey le llevó a ser arrestado en Madrid el 8 de octubre de 1814, siendo acusado de diversos delitos, todos ellos falsos. Salió de prisión el día de Nochebuena del mismo año y, curiosamente, había sido ascendido a Teniente General días antes de levantarse el arresto.

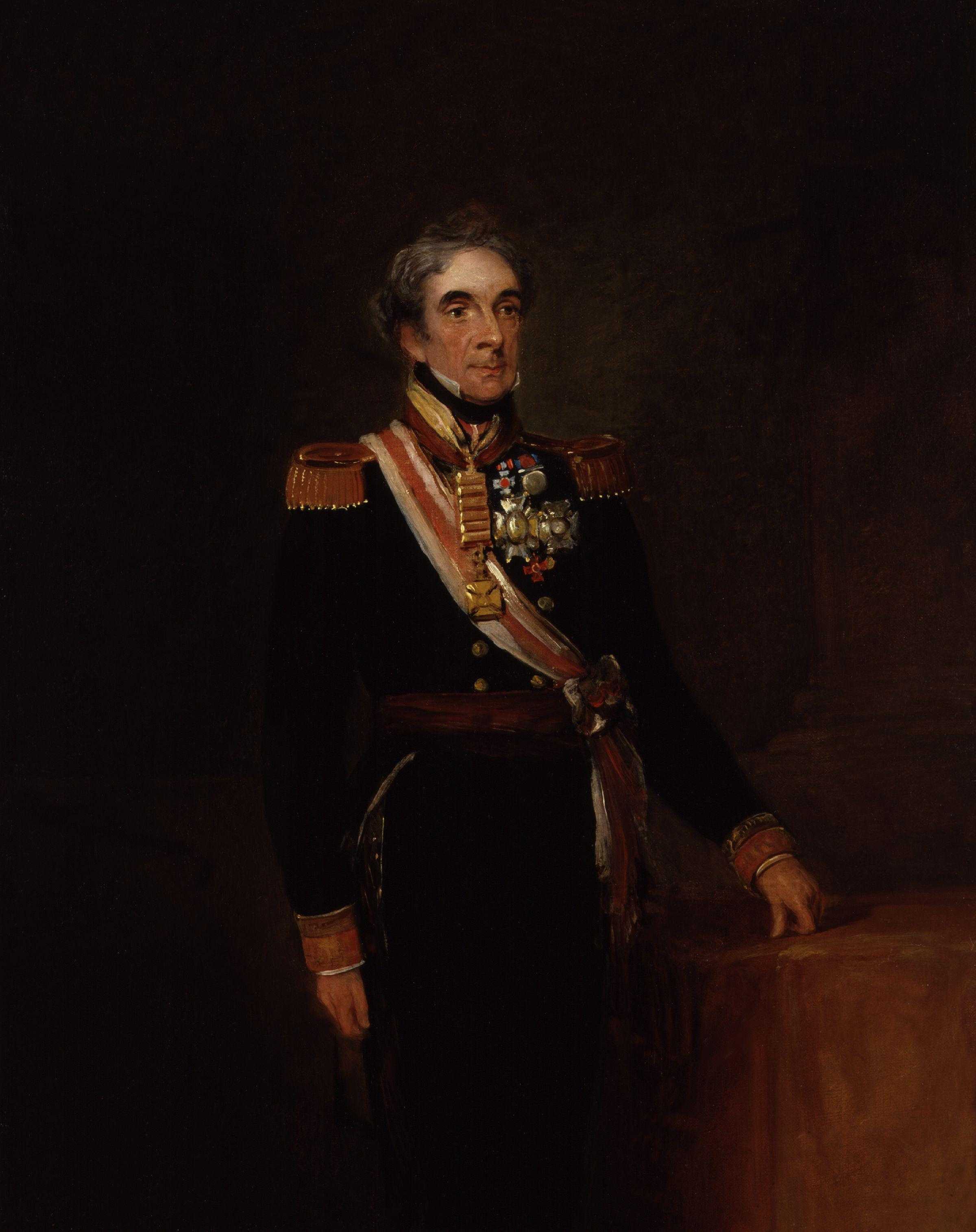
El general Álava retratado por William Salter.

El 26 de abril de 1815 fue nombrado de forma interina embajador en París con el apoyo explícito de Inglaterra, que obtuvo de Fernando VII la autorización para que Álava mantuviese contactos con Wellington en Holanda. Desde ese puesto, realizó, entre otras, gestiones para la recuperación de obras de arte expoliadas durante la contienda.
Sorprendido por el regreso de Napoleón, marchó con Wellington y tomó parte en la batalla de Waterloo. De esta manera, se convirtió en la única persona que intervino en las dos batallas más decisivas de las guerras napoleónicas: en Trafalgar y Waterloo. Tras la derrota del francés y habiéndosele entregado la distinción de la batalla de Waterloo, permaneció en París como embajador, resistiéndose al relevo en tal puesto por el de la cancillería en Holanda, hasta que finalmente se retiró a Vitoria en 1819 alegando motivos de salud.

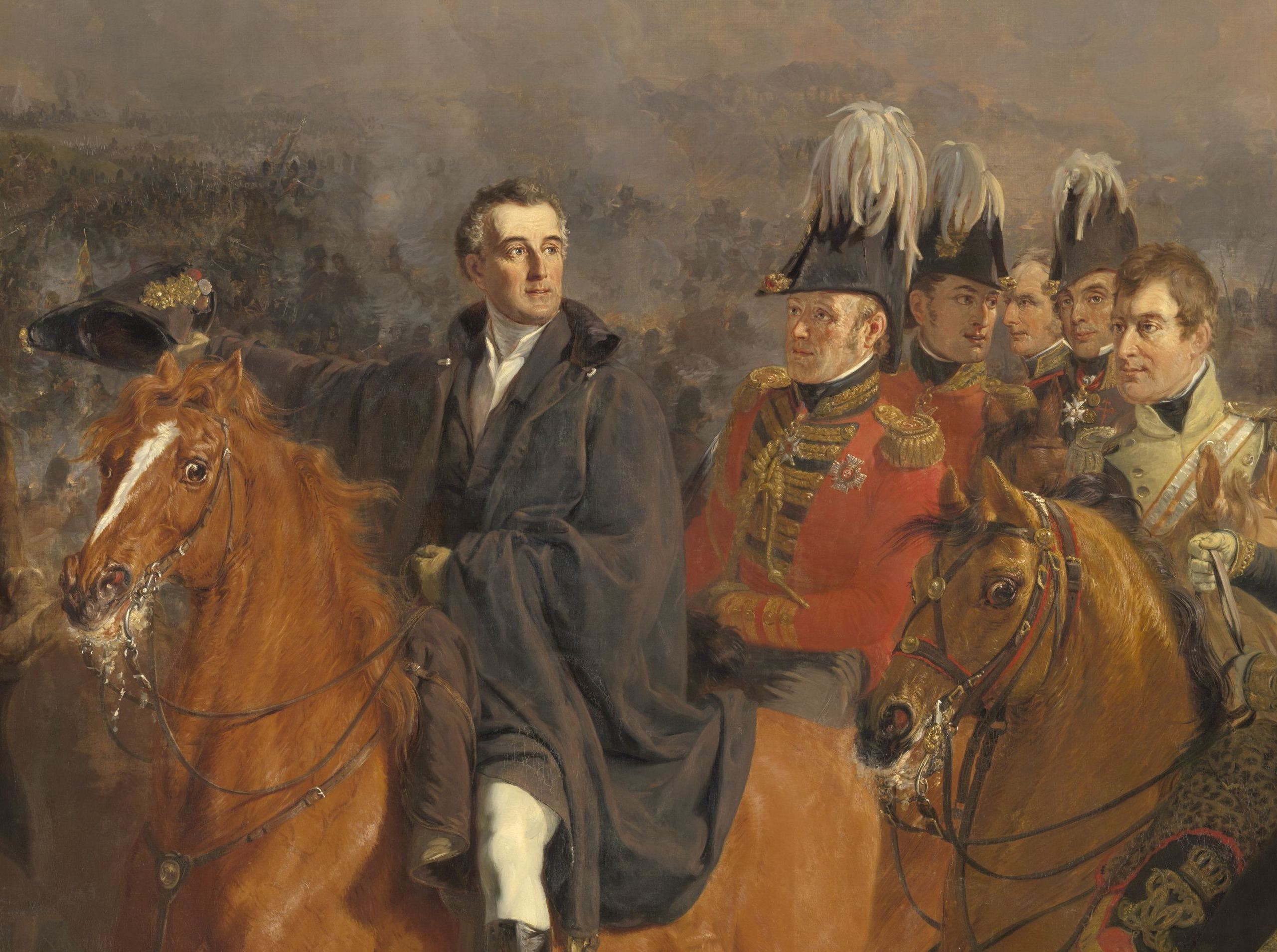
El Duque de Wellington dirige a sus generales en la batalla de Waterloo. Álava, con la orden de Santiago en el pecho, es el segundo por la derecha. Cuadro de Jan Willem Pieneman, 1824.

Después fue elegido Presidente de las Cortes Generales en el Trienio Liberal, donde era Diputado por Álava. Durante este período también dirigió a la Milicia Nacional. Fue un defensor del restablecimeinto de la Constitución de 1812 y mantuvo su fidelidad al Gobierno aun cuando se produjo la intervención de Francia a través de la invasión de los Cien Mil Hijos de San Luis. Huyó a Cádiz, donde apoyó la destitución de Fernando VII entre los pocos diputados liberales que todavía resistían la ocupación. Fue comisionado para pactar con los franceses las condiciones de la rendición de Cádiz, pero el fracaso de las negociaciones permitió que fuera condenado a muerte por los absolutistas.
Tras el fin del Trienio huyó a Gibraltar con el apoyo de Wellington, para trasladarse posteriormente a Londres. Permaneció en el exilio, con el apoyo de la Corona inglesa, entre el Reino Unido y Francia, acudiendo a esta última sólo en ocasiones para tomar baños, hasta que en 1833 se le comunicó la firma de una amnistía que le permitía el regreso.

## En el Reinado de Isabel II

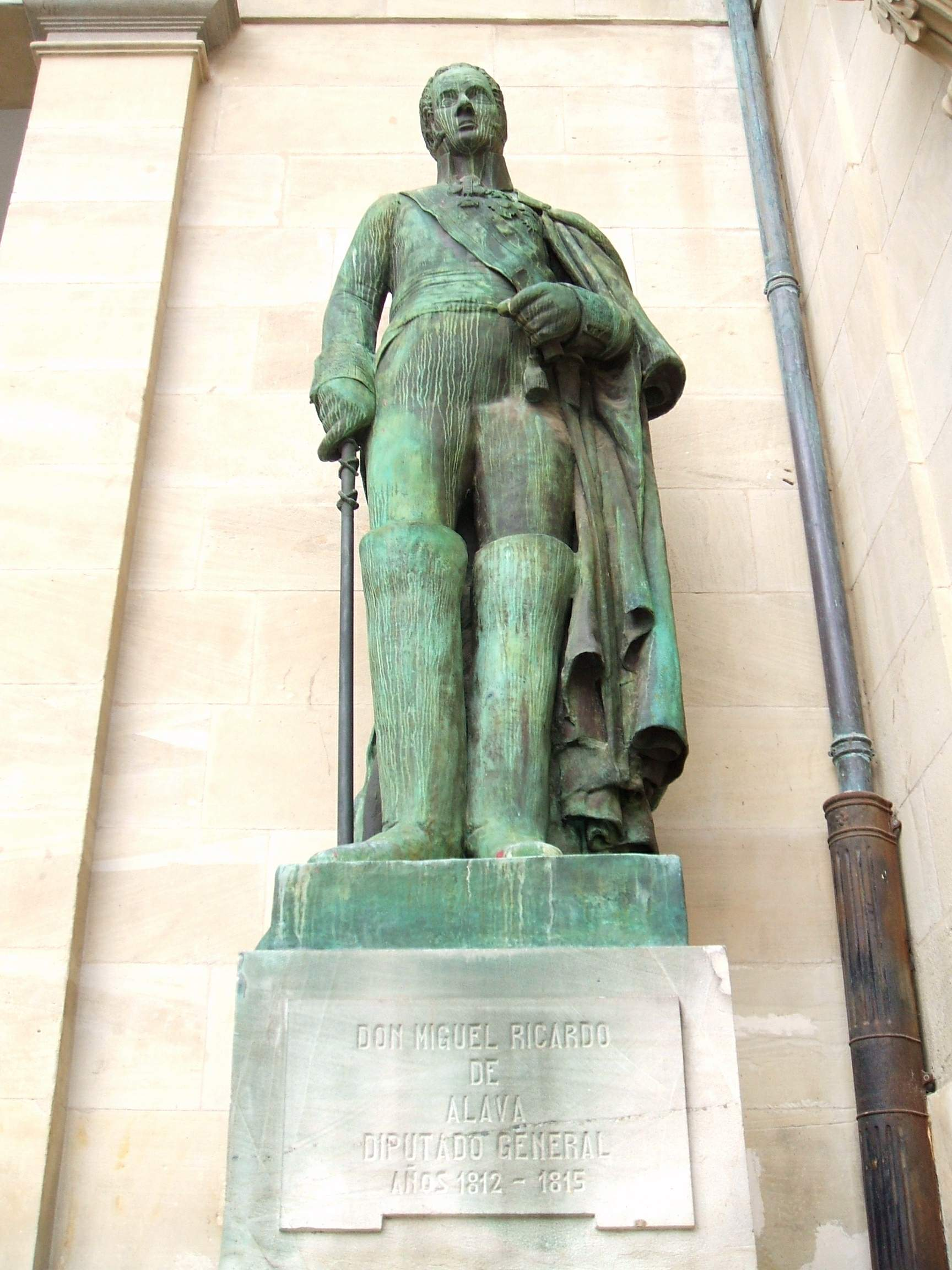
Estatua de Miguel Ricardo de Álava como diputado general de la provincia, en la fachada del palacio de la Diputación Foral de Álava, en Vitoria

Durante la Regencia de María Cristina fue embajador en Londres, donde trató de gestionar la intervención de la Cuádruple Alianza de una manera firme y con apoyo económico y militar durante la guerra carlista en favor de la reina Isabel II, sin conseguirlo plenamente.
Ocupó un escaño en el Estamento de Próceres y aceptó la cartera de Ministro de Marina, cargo que ocupó solamente del 14 al 25 de septiembre de 1835 con el Conde de Toreno. Tras la caída de éste, rechazó continuar en el gabinete aunque se lo había ofrecido Mendizábal, así como también renunció a la cartera de Estado, actuales asuntos exteriores, para la que había sido propuesto.
Nominalmente, fue Presidente del Consejo de Ministros, actual Presidencia del Gobierno, antes de que Mendizábal ocupara el puesto, pero no juró el cargo y permaneció en Londres. Finalmente, y no muy a su gusto, aceptó ser embajador en París, donde presentó un plan para que las tropas cristinas cruzaran la frontera francesa en su lucha contra el carlismo, se reabastecieran en el país vecino e impidieran los suministros que les llegaban a los carlistas.
En las disputas entre el Partido Moderado y el Partido Progresista, se decantó claramente por aquellos y se opuso a los sucesos de la Granja, así como a las consecuencias jurídicas que se derivaron de los mismos con la aprobación de la Constitución de 1837, que se negó a jurar hasta 1838, por lo que fue obligado a ir a Francia, donde murió en Barèges en 1843.

## Curiosidades
Tanto las relaciones entabladas con militares de alto rango durante la Guerra de Independencia como sus labores diplomáticas, permitieron a Miguel de Álava una amplia red de contactos internacionales que, en algunos casos traspasaron el ámbito de lo estrictamente profesional.
Así, en septiembre de 1813, el propio Príncipe de Orange, con quien coincidió en campaña, le felicitó por su inminente matrimonio y le pidió en tono distendido que le invitase a la ceremonia. La reina consorte francesa, María Amalia, le escribió sobre la futura boda de su hija y sobre otras preocupaciones familiares. Por último, no debemos olvidar la profunda amistad con el duque de Wellington, antes referida.
El novelista Ildefonso Arenas (Madrid, 1947) escribió una novela histórica sobre la intervención del general Álava como ayudante de campo de Wellington en la batalla de Waterloo, Álava en Waterloo (Barcelona: Edhasa, 2012).

## Honores y condecoraciones
- Caballero supernumerario de la Orden de Carlos III (25 de mayo de 1807), en recompensa a los gastos que había realizado su padre durante la construcción del camino de Burgos a Vitoria.
- El 5 de octubre de 1815, Fernando VII le concedió la encomienda de Hornachos, perteneciente a la Orden de Santiago, para lo que era necesario recibir el hábito de dicha Orden. El 9 de marzo de 1816, el Consejo de Órdenes aceptó las pruebas aportadas para acceder al hábito de caballero de la Orden de Santiago, que por gracia especial recibió en la capilla de la Embajada española en París.
- Caballero gran cruz de la Orden de San Hermenegildo (1835).
- Caballero gran cruz de la Orden de Carlos III (4 de diciembre de 1835).
- Caballero de la Orden de Carlos III (9 de febrero de 1836).
- El Príncipe Regente de Gran Bretaña le concedió la medalla destinada a premiar a los extranjeros que se habían distinguido en la lucha contra Napoleón (1813). Posteriormente le otorgó (octubre de 1814) dos nuevas condecoraciones por las acciones que tuvieron lugar entre el 28 de julio y el 2 de agosto de 1813.
- Caballero comendador de honor de la Orden del Baño (10 de octubre de 1815), para premiar "mis servicios bajo las órdenes del Duque de Wellington durante la Guerra de España y también a mi conducta distinguida en la batalla de Waterloo".
- Cruz de Comendador de la Orden Militar de Guillermo (31 de agosto de 1815), por su participación en la batalla de Watterloo.
- Académico de honor de la Academia de Bellas Artes de San Fernando por sus gestiones en la recuperación de las obras de arte llevadas a Francia por las tropas de Napoleón.

| Predecesor: José María Queipo de Llano | Presidente del Consejo de Ministros de España 1835 | Sucesor: Juan Álvarez Mendizábal (interino) |
| Predecesor: José Vázquez de Figueroa   | Ministro de Marina 1835                            | Sucesor: José Sartorio                      |
| Predecesor: José María Queipo de Llano | Ministro de Estado 1835                            | Sucesor: Juan Álvarez Mendizábal (interino) |